# Edwin Lawrence Godkin
Edwin Lawrence Godkin (2 octobre 1831 à Moyne dans le comté de Wicklow en Irlande - 21 mai 1902 à Greenway dans le Devon au Royaume-Uni) est un journaliste américain.

## Biographie
Son père, James Godkin, est ministre et journaliste. Edwin Lawrence Godkin est diplômé en 1851 de l'Université Queen's de Belfast puis il étudie le droit à Londres. De 1853 à 1855, il est correspondant de guerre à la Guerre de Crimée pour le London Daily News (en) en Turquie et en Russie. Il est présent à la prise de Sébastopol. En 1856, il part aux États-Unis et écrit des lettres au même journal, donnant ses impressions d'un voyage dans les États du Sud de l'Union.
Il étudie le droit à New York où il est admis au barreau en 1859. Il voyage en Europe entre 1860 et 1862, écrit pour le London News et le New York Times entre 1862 et 1865, et en 1865 fonde à New York son propre journal, l'hebdomadaire The Nation un projet de longue haleine. Il est aidé par ses amis Charles Eliot Norton à Boston et James Miller McKim (en) à Philadelphie. Il dirigera The Nation jusqu'à la fin de l'année 1899. En 1881, il vend The Nation au New York Evening Post et devient rédacteur associé du Post, dont il est le rédacteur en chef de 1883 à 1889, succédant à Carl Schurz.
Dans les années 1880, il se lance dans une controverse avec Goldwin Smith sur la question irlandaise. Sous sa direction, The Post rompt avec le Parti républicain lors de l'élection présidentielle de 1884 et l'opposition de Godwin au candidat James G. Blaine est une des principales facteurs ayant entraîné la création du parti Mugwump. Le journal atteint vraiment son indépendance lorsqu'il critique la politique du président Grover Cleveland sur le Venezuela, un président qui pourtant menait une politique assez proche des idéaux défendus par le Post et The Nation. 
Il a régulièrement promu une réforme de la politique monétaire, l'étalon-or, des tarifs douaniers sur les recettes uniquement, ainsi qu'une réforme de la fonction publique, une cause qu'il aida particulièrement. Ses attaques envers Tammany Hall sont tellement fréquentes et virulentes qu'il est poursuivi en libelle en 1894, après avoir publié des profils biographiques de certains leaders de cette organisation; ces dossiers n'ont jamais été débattus devant les tribunaux. En 1896, Godkin rompt avec le Parti démocrate après la nomination de William Jennings Bryan. Il appuie un tiers parti, le National Democratic Party en raison de son programme qui préconise l'établissement de l'étalon-or, un gouvernement au rôle limité et l'opposition au protectionnisme. Il était franchement et fermement opposé à la Guerre hispano-américaine et à l'impérialisme.
Il quitte ses fonctions éditoriales le 30 décembre 1899 et recommence une carrière au Evening Post à partir de cette date. Bien qu'il se soit remis d'une crise d'apoplexie, début 1900, sa santé est chancelante et il meurt à Greenway, au Royaume-Uni le 21 mai 1902.
Godkin façonne la politique éditoriale idéaliste et indépendante du Post et de The Nation, qui possédaient un lectorat modeste, mais influent et intellectuel. Mais en tant que rédacteur en chef, Godkin ne possédait pas le magnétisme d'un Greeley par exemple. Il était un économiste de l'école de John Stuart Mill, il était convaincu de l'abstraction appelée «l'homme économique » et il affirmait que le socialisme mis en pratique n'améliorerait pas les conditions sociales et économiques en général. En politique, il était l'ennemi du sentimentalisme et des théories prônant le laisser-aller au gouvernement. Il a publié A History of Hungary, A.D. 300-1850 (1856), Government (1871, dans la série American Science), Reflections and Comments (1895), Problems of Modern Democracy (1896) et Unforeseen Tendencies of Democracy (1898).